# Верхня Слудка
Верхня Слу́дка (рос. Верхняя Слудка, удм. Вуж Эбга́) — присілок в Глазовському районі Удмуртії, Росія.

## Населення
Населення — 295 осіб (2010; 296 в 2002).
Національний склад станом на 2002 рік:
- удмурти — 87 %

## Урбаноніми[3]
- вулиці — Лісова, Миру, Молодіжна, Садова, Чепецька, Шкільна